# 都会交響楽
『都会交響楽』（とかいこうきょうがく）は、1929年（昭和4年）製作・公開、溝口健二監督による日本の長篇劇映画である。サイレント映画であり、傾向映画とされる。日本映画データベースでの「都会交響曲」の表記は誤り。

## 略歴・概要
本作に先行し、1927年（昭和2年）にドイツで製作・公開された純粋映画とされるサイレント映画『伯林 大都会交響楽』（原題 : Berlin: Die Sinfonie der Großstadt、ヴァルター・ルットマン監督）が日本で公開された、1928年（昭和3年）9月14日から1年後に製作・公開された作品である。
新感覚派からプロレタリア文学に転向したばかりの片岡鉄兵、モダニズム文学の作家浅原六朗、当時はプロレタリア作家であった林房雄、新興芸術派の作家岡田三郎の4人の小説家が原作として名を連ねている。岡田は共同脚本にも参加している。
1929年（昭和4年）11月29日に公開されたが、公開にあたって、検閲により多くの箇所が削除された。
本作の上映用プリントは、東京国立近代美術館フィルムセンターに所蔵されておらず、マツダ映画社も所蔵していない。現状、観賞することの不可能な作品である。

## スタッフ・作品データ
- 監督 - 溝口健二
- 原作 - 片岡鉄兵、浅原六朗、林房雄、岡田三郎
- 脚色 - 岡田三郎、畑本秋一、小林正
- 撮影 - 横田達之
- 装置 - 榎本寅蔵
- 字幕 - 小栗美二
- 助監督 - 安積幸二

- 製作 : 日活太秦撮影所
- 上映時間（巻数 / メートル） : 70分[11]（10巻 / 1,910メートル）
- フォーマット : 白黒映画 - スタンダードサイズ（1.33:1） - サイレント映画
- 初回興行 : 浅草・日本館 / 神田・神田日活館 / 麻布・麻布日活館

## キャスト
- 夏川静江 - お染
- 小杉勇 - 元蔵
- 入江たか子 - 山田麗子
- 高木永二 - 藤井金之助
- 一木札二 - 藤井の息子・春吉
- 山本嘉一 - 大池伝右衛門
- 吉井康 - 山田善次郎
- 滝花久子 - お仙ちゃん
- 見明凡太郎 - サム公
- 田村邦男 - ピン公
- 横山運平 - 藤井の鞄持ち・安田
- 大原仁美 - 外交官と称する吉野
- 村田宏寿 - コック・村田
- 築地浪子 - カフェー鈴蘭の女将

## 註
1. ↑  無声映画人物録、マツダ映画社、2010年1月8日閲覧。
2. 1 2 3  都会交響曲、日本映画データベース、2010年1月8日閲覧。
3. ↑  伯林 大都会交響楽、キネマ旬報映画データベース、2010年1月8日閲覧。
4. ↑  片岡鉄兵、『講談社 日本人名大辞典』、講談社、コトバンク、2010年1月8日閲覧。
5. ↑  浅原六朗、『講談社 日本人名大辞典』、講談社、コトバンク、2010年1月8日閲覧。
6. ↑  林房雄、『講談社 日本人名大辞典』、講談社、コトバンク、2010年1月8日閲覧。
7. ↑  岡田三郎、『講談社 日本人名大辞典』、講談社、コトバンク、2010年1月8日閲覧。
8. ↑  『日本映画検閲史』、牧野守、パンドラ / 現代書館、2003年 ISBN 476847814X
9. ↑  所蔵映画フィルム検索システム、東京国立近代美術館フィルムセンター、2010年1月8日閲覧。
10. ↑  主な所蔵リスト 劇映画＝邦画篇、マツダ映画社、2010年1月8日閲覧。
11. ↑  Film Calculator換算結果、コダック、2010年1月8日閲覧。